# Lev Rudněv
Lev Vladimirovič Rudněv (rusky Лев Владимирович Ру́днев; 13. března 1885, Veliký Novgorod, Rusko – 19. listopadu 1956, Moskva, SSSR) byl ruský architekt stalinistických budov.

## Biografie a dílo
Rudněv studoval na císařské akademii umění v Petrohradu a jako student se účastnil řady architektonických soutěží. Po dokončení studií pracoval jako profesor na Leningradské akademii umění (mezi lety 1922 až 1948) a poté odešel do Moskevského institutu architektury, kde pracoval až do roku 1952. Podílel se na několika projektech obnovy měst, která byla v západní části Sovětského svazu zničena za druhé světové války. Mezi hlavní Rudněvovy projekty patří např. budova Moskevské státní univerzity v Moskvě, či Palác kultury a vědy ve Varšavě. Navrhl také sídlo republikové vlády v Baku, v Ázerbájdžánu.